# Arnagöl
Arnagöl är en sjö i Tingsryds kommun i Småland och ingår i Bräkneåns huvudavrinningsområde.